# Karl (Schiff)

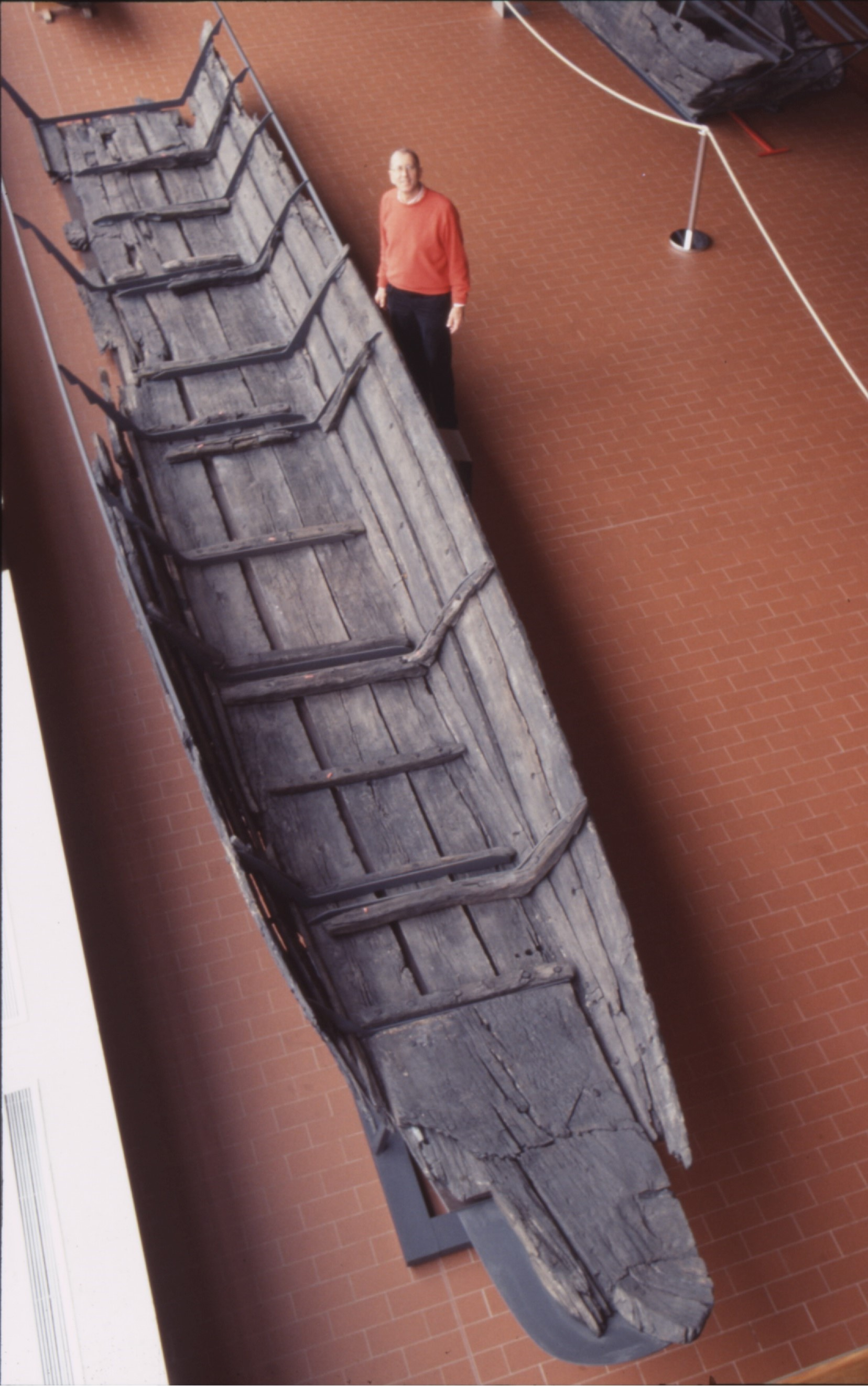
Der Schiffsfund „Karl“ nach der Restaurierung im Deutschen Schiffahrtsmuseum Bremerhaven.

Das Flussschiff „Karl“  stammt aus den Regierungsjahren Karls des Großen und ist das älteste Zeugnis der Lastschifffahrt von und nach Bremen. Es ist eines der drei in Deutschland erhaltenen aus Planken gebauten Schiffe aus karolingischer Zeit –  neben dem Schiff von Krefeld-Linn und dem Flusskahn von Niedermörmter am Rhein. 1989 wurde es in Bremen gefunden, größtenteils geborgen, über Jahre konserviert und steht nun im Deutschen Schifffahrtsmuseum in Bremerhaven.

## Fund und Bergung
Am 29. März 1989 legten Ausschachtungsarbeiten für einen Hotelbau an der Wachtstraße in Bremen zehn Meter unter dem Straßenniveau ein langes, schmales, hölzernes Schiff frei. Es lag im Grundwasser. 12 m ragten in die Baugrube, geschätzte 5–7 m steckten in und hinter der Betonstützmauer der Baugrube.
In fünf Tagen einer Notbergung – 50 Laster mit Beton würden am sechsten Tag die Baugrube ausgießen und die Archäologen der Stadt waren erkrankt oder verreist –  bestimmte die Konservatorin des Landesarchäologen das Schiff als mittelalterliches Frachtschiff, ließ es zeichnen und einen Geologen die Fundsituation aufnehmen. Der Konservator des Deutschen Schiffahrtsmuseums gab den Zimmerleuten der Baufirma Anweisungen, wie sie das Schiff mit einer maßgeschneiderten Stützkonstruktion umfangen sollten. Sie sägten es von der Betonwand los und ein Kran hob das Paket auf einen gepolsterten Tieflader, der es nach Bremerhaven zur Konservierung und zu eingehenden wissenschaftlichen Untersuchungen fuhr.

## Schiffstyp
Der Boden des fast 20 m langen Schiffs besteht aus drei breiten und dicken Planken. Die beiden äußeren, die Kimmplanken, haben einen L-förmigen Querschnitt und bilden so den Übergang vom Boden zu den Seitenwänden. Diese Kimmplanken sind mit Axt und Dechsel ausgehauen und sowohl vertikal als auch horizontal leicht gebogen. Sie bestimmen die Form des Rumpfes und geben ihm eine große Steifigkeit. Die Enden des Schiffs heben sich ca. 40 cm über die Mitte und sind auch schmaler als der mittlere Teil des Schiffs.
Die Seitenwände sind aus drei Planken aufgebaut. Die Planken sind in ihrer Mitte 30 cm breit, 5 cm dick und in Klinkerbauweise (also einander überlappend) gesetzt und mit Holzdübeln verbunden. Die Backbordseite ist vollständig erhalten, von der Steuerbordseite fehlt der größte Teil. Die Überlappungen sind mit Moos kalfatert. Eine schwere, aufgebogene Bugplatte schließt den Boden vorne ab. Paarweise angeordnete Halbspanten und einzelne Bodenwrangen verbinden die Bodenplanken miteinander und halten die leicht nach außen fallenden Seiten des Schiffes. Auch zum Befestigen der Spanten verwendeten die Schiffbauer nur Holzdübel.
Die größte Breite des Schiffs lässt sich auf etwa 230 cm rekonstruieren bei einer Seitenhöhe von etwa 75 cm. Spuren eines Mastes oder von Ruderdollen sind nicht zu erkennen. Man hat das Schiff wohl gestakt, was im seichten Uferwasser der im Mittelalter nicht regulierten und langsam fließenden Weser eine effiziente Technik gewesen sein muss.
Das Schiff ist aus Eichenholz und handwerklich sehr anspruchsvoll gearbeitet. Seiner Größe nach und nach der Dicke seiner Planken zu urteilen, war es für den Transport schwerer Lasten auf Flüssen gebaut: Eine aufblühende Stadt wie die Bischofsstadt Bremen brauchte Bauholz, Ziegel und Fundamentsteine, Kalk und Dachschindeln, Schmiedeeisen und Waffen, Getreide und – Sklaven.
Zwei C-14-Datierungen sowie im Schiff gefundene Scherben lassen darauf schließen, dass das Schiff um 800 n. Chr. gefahren ist, eine exakte Jahrring-Datierung ergab als Fälljahr des Baumes für eine Seitenplanke 808 n. Chr. So taufte die Frau des Konservators das Schiff „Karl“.

## Konservierung und Präsentation
Archäologische Funde aus wassergesättigtem Holz schrumpfen sehr stark, wenn sie trocknen. Solche Hölzer können aber noch im nassen Zustand mit einem Stabilisierungsmittel getränkt und gefüllt werden, sodass sie beim Trocknen ihre Form und Größe behalten. Es gibt verschiedene Mittel und Methoden, wassergesättigte Hölzer zu stabilisieren.
Der „Karl“ wurde sechs Jahre lang in beheizten Bädern mit Kunstwachsen aus der Gruppe der Polyethylenglycole (PEG)  getränkt: vier Jahre mit niedermolekularem PEG 200, danach zwei Jahre mit hochmolekularem PEG 3000. Das zweite Bad konnte aus technischen Gründen nicht optimal durchgeführt werden, deshalb ist die Stabilisierung der Hölzer nicht so gut gelungen, wie sie hätte werden können.
Während der langen Tränkphase lösten sich die Schiffshölzer aus ihrem Verband. Für die Präsentation des „Karl“ im Deutschen Schiffahrtsmuseum musste das Schiff neu aufgebaut werden. Mit neuen Dübeln in den alten Dübellöchern in den Überlappungen der Seitenplanken und in den Flanken der Kimmplanken ergab sich die ursprüngliche Form des Rumpfes fast von selbst. Ein in das Schiff unauffällig eingepasstes Stahlskelett stützt und hält das karolingische Flussschiff „Karl“.